# 앗파레 가이텐즈시!
앗파레 가이텐즈시!(あっぱれ回転ずし! 장하다 회전초밥![*])는 (무텐 무스메)와 무텐쿠라스시의 타이업 및 콜라보레이션 캠페인 기획 싱글이다. 2010년 10월 27일 발매. CD 패키지 타이틀 표기는 장하다◎회전초밥!(あっぱれ◎転ずし!).

## 개요
- 무텐쿠라스시와의 콜라보레이션 캠페인송. 2010년 12월 16일까지 점내에서 BGM 등으로 사용되었다.

- 무텐 무스메란 무텐쿠라스시의 캠페인을 위해 만들어진 모닝구무스메를 모델로한 만화 캐릭터이다.[1] 때문에 이 싱글은 모닝구무스메의 공식 싱글로 취급되지 않는다.[2]

- 초회한정반에는 24쪽짜리 북클릿이 부록으로 첨부되었다.

- 매장에 설치 된 '빗쿠라폰' (추첨 머신)의 분홍색 캡슐을 당기면 3000명 한정의 구라스시 오리지널 버전의 '앗파레 가이텐즈시!' CD가 배포되었다.[1][3]

- 메인 보컬은 다카하시 아이와 다나카 레이나이다.

- 모닝구무스메멤버 8명이 참여한 무텐무스메이다.

## 수록곡
1. あっぱれ回転ずし! (3:50)
작사, 작곡 : 층쿠 / 편곡 : 다카하시 유이치
2. くら寿司 ビッくらポン! (2:11)
작사, 작곡 : 층쿠 / 편곡 : 유아사 고이치
3. あっぱれ回転ずし! (Instrumental)
4. くら寿司 ビッくらポン! (Instrumental)

## 참여 뮤지션
※괄호는 트랙 번호
- 다카하시 유이치 - 프로그래밍, 기타 (1)
- 다카오 도시유키 - 드럼, 퍼커션 (1)
- 가메다 고지 - 기타 (1, 2)
- 다카하시 아이 - 코러스 (1, 2)
- 카메이 에리 - 코러스 (1)
- CHINO - 코러스 (1)
- 층쿠♂ - 코러스 (1, 2)
- 유아사 고이치 - 프로그래밍 (2)

### 캐릭터
- 아이아이
- 리사리사
- 에리에리
- 사유사유
- 레이레이
- 이카이카
- 제이제이
- 리리

## 차트
- 주간최고순위 13위 (오리콘 차트)
- 일간최고순위 6위 (오리콘 차트)